# Flupyrsulfuron-methyl
Flupyrsulfuron-methyl ist eine chemische Verbindung aus der Gruppe der Sulfonylharnstoffe, welche etwa im Jahr 2000 von DuPont als Herbizid eingeführt wurde.

## Verwendung
Flupyrsulfuron-methyl wurde als systemisches und selektives Herbizid eingesetzt, welches über Hemmung der Acetolactat-Synthase wirkt. Die Biosynthese der Aminosäuren mit verzweigten Seitenketten wie L-Leucin, L-Isoleucin und L-Valin wird unterbunden.
Es wirkt besonders gut gegen Acker-Fuchsschwanzgras und Gemeinen Windhalm sowie gut gegen Kamille, Kornblume, Storchschnäbel, Ausfallraps und Vogelmiere; das Acker-Fuchsschwanzgras hat jedoch bereits Resistenzen ausgebildet.
Flupyrsulfuron-methyl war in Deutschland ein vergleichsweise teures Herbizid.

## Zulassung
In den Staaten der EU ist die Genehmigung von Flupyrsulfuron als Wirkstoff in Pflanzenschutzmitteln am 30. Juni 2016 ausgelaufen. Auch in der Schweiz sind Pflanzenschutzmittel mit diesem Wirkstoff nicht mehr im Handel.